# 约翰·海因里希·裴斯泰洛齐
约翰·海因里希·裴斯泰洛齐（德語：Johann Heinrich Pestalozzi，1746年1月12日—1827年2月17日），瑞士教育家，教育改革家，被誉为西方“教圣”、欧洲“平民教育之父”，主要代表作为《林哈德与格笃德》，他提出的“教育心理学化”主张、“要素教育”理论等教育思想对近代西方初等教育的发展起到重要影响。

## 生平
1746年1月12日，裴斯泰洛齐出生在苏黎世的一个医生家庭。父亲早逝，由寡母和女仆巴贝丽抚育长大。在苏黎世大学他结交了拉瓦特尔和改革党。他的早年投身于提高人民生活条件的计划。他朋友布伦奇利的死使他从政治转向献身教育。他二十三岁结婚，在新庄买了一块废地，试图种植茜草。裴斯泰洛齐丝毫不懂商业，计划失败。
在他开放农场办学校之前；写了《隐士的黄昏》（Die Abendstunde eines Einsiedlers，1780年）， 接下来又完成了代表作，《林哈德和葛笃德》（1781年），描述一个善良而专心的女人所作渐进的改革，先是一家，然后是全村。这本书在德国广受欢迎，裴斯泰洛齐的名字不再默默无闻。 
1775年在“新庭”（Neuhof）自費設立貧民學校，收容孤兒50餘人。
1798年法国侵略瑞士，显示出他真正的英雄品格。许多孩童离开翁特瓦尔登州没有父母、家、食物和住处，裴斯泰洛齐於施坦斯一个荒废的修道院成立孤兒院，收容孤兒尽力教养他们。在冬季他亲自用极大的热诚照料他们，但1799年6月该建筑被法国人征作医院，他的控诉遭到驱散。
1801年，裴斯泰洛齐写了《葛笃德如何教育她的子女》（Wie Gertrud ihre Kinder lehrt）一书，介绍他的教育理念。他的方法是从易到难。开始于观察，然后是知觉、讲述，再然后是测量、绘画、写作、数字和计算。
1799年他在布格多夫建立一所学校，直到1804年。1802年，他受托前往 巴黎，尽最大努力使拿破仑关心国民教育体系；但这位伟大的征服者说他不会为字母自找麻烦。 
1805年，他搬到纳沙泰尔湖边的伊韦尔东，二十年之久按部就班地完成他的工作。所有对教育感兴趣的人士参观。他受到洪堡和费希特的赞扬。他的学生包括阿朗·卡尔代克、卡尔·尤斯图斯·布洛赫曼、卡爾·李特爾和弗里德里希·福禄贝尔。 
大约1815年学校教师中爆发了纠纷，裴斯泰洛齐的最后十年是疲惫和悲伤交替。1825年他回到出生地新庄；完成他最后的著作《天鹅之歌》后，他死于布魯格。正如他所说，他一生真正的作品不是在布格多夫或伊韦尔东，而是他实践的教育原则，发展观察力，全人训练，以同情的方式对待学生，他曾在斯坦兹劳动六个月。他对教育的几乎所有分支都有极其深远的影响，他的影响力还远远没有用尽。
被稱為平民教育之父。
死後墓誌銘被尊稱「人中之神，神中之人」。
裴斯泰洛齐全集1819年在斯图加特出版。